# Vella anremerica
Vella anremerica är en korsblommig växtart som först beskrevs av René Verriet de Litardière och René Charles Maire, och fick sitt nu gällande namn av Gomez-campo. Vella anremerica ingår i släktet Vella och familjen korsblommiga växter. Inga underarter finns listade i Catalogue of Life.